# جنسیت‌گرایی

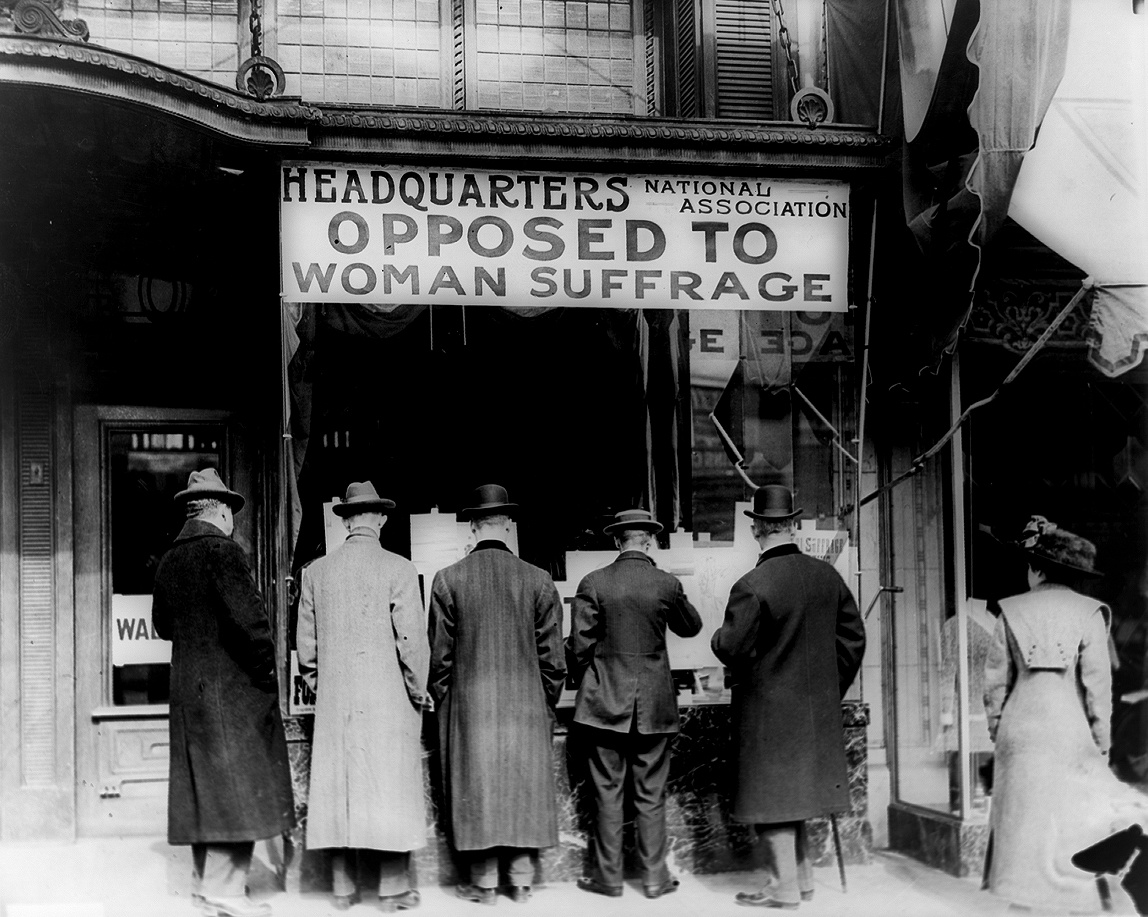
تابلوی مخالفت با حق رای زنان بالای مرکز فرماندهی کل

سِکسیسم (به انگلیسی: Sexism) یا جنس‌گرایی، یا گاهی تبعیضِ جنسیتی، جنسیت‌نگری، جنسیت‌زدگی به‌معنی هرگونه پیش‌داوری یا تبعیض بر اساس جنسیت یا جنس فرد است. پیامدِ این امر، تبعیض منفی نسبت به انسان‌ها و بر پایهٔ هویتِ واقعی یا فرضی جنسیتی ایشان است. این مفهوم همچنین می‌تواند در اشاره به نفرت یا بدگمانی نسبت به یک جنس –زن‌ستیزی یا مردستیزی– یا کلیشه‌ای کردنِ مردانگی در رابطه با مردان و زنانگی در رابطه با زنان باشد. تبعیضِ جنسی به‌طور تاریخی و فرهنگی بیشتر در جهتِ فرودست کردنِ زنان و دختران به‌کار رفته‌است. پیامدِ تبعیضِ جنسیتی می‌تواند به‌گونه‌های آزار جنسی، تجاوز جنسی یا انواعِ خشونت جنسی خود را در جامعه نشان دهد.

## انواع

### جنسیت‌زدگیِ خصمانه
جنسیت‌زدگیِ خصمانه به شکلِ سلطه‌جوییِ مردسالارانه/زن‌سالارانه باورهای تحقیرآمیز خود را نشان می‌دهد و موضوعِ مرکزی آن صراحتاً این است که مرد/زن جنسِ برتر است و باید قدرت را در اختیار داشته باشد. به عبارتِ دیگر همان نگاهی که زن/مرد را «ضعیف» می‌بیند.

### جنسیت‌زدگیِ دلسوزانه

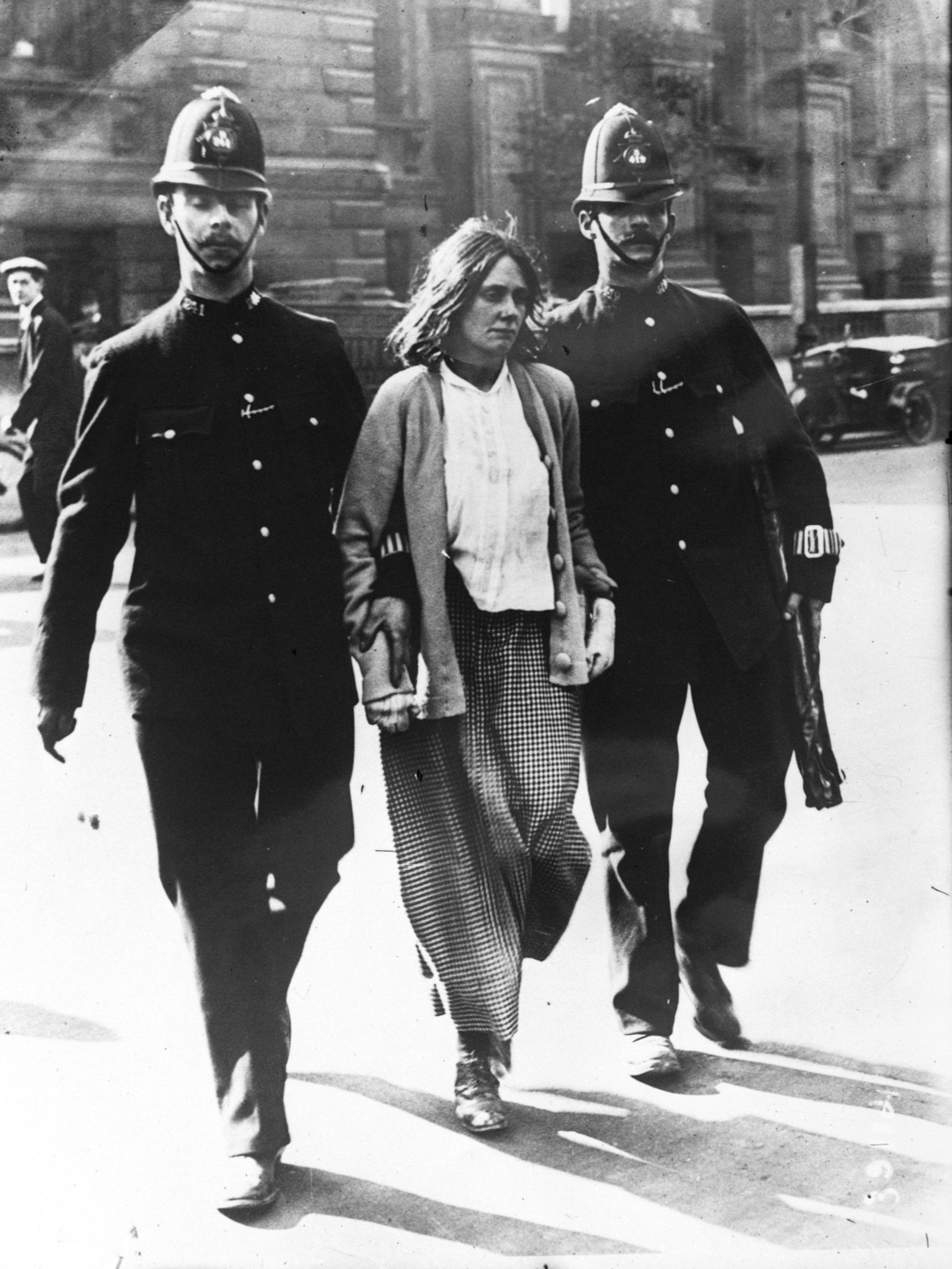
دستگیریِ یک سافراجت در لندن ۱۹۱۴. سافروجت‌ها برای بدست‌آوردنِ حقِ رأی برای زنان بهم پیوسته بودند.

جنسیت‌زدگیِ دلسوزانه نگاهی ملایم‌تر نسبت به زن دارد و زن را موجودی زیبا و شکننده می‌بیند که باید از او حمایت کرد. با این حال، زنان باید همان نقش‌های محدود و کلیشه‌ای را بپذیرند و دنباله‌رو باشند. به عبارتِ دیگر؛ همان نگاهی که زن را «جنسِ لطیف» می‌بیند. بهترین نمونه برای جنسیت‌زدگیِ دلسوزانه، تصویر کردنِ زنِ ایدئال به‌عنوانِ همسر و مادرو خواهر وسوژهٔ عشقِ رمانتیک است. افرادی که چنین نگاهی دارند به زنان زیاد کمک می‌کنند و با آنها روابطِ صمیمانه و دوستانه دارند. جنسیت‌زدگیِ دلسوزانه نگاهی مثبت‌تر از جنسیت‌زدگیِ خصمانه به زنان دارد، اما در یک نکته با آن شریک است. اینکه زن موجودی «ضعیف‌تر» است و برای حفظِ ساختارِ قدرتِ مردانه این نگاه را توجیهی مناسب می‌بیند برای اینکه زن بهتر است به وظایف خانگی رسیدگی کند. دو استادِ روان‌شناسی، پیتر گلیک و سوزان فیسک با پرسش‌نامهٔ خود جنسیت‌زدگی را در ۱۹ کشور بررسی کردند و به این نتیجه رسیدند که در تمام آنها جنسیت‌زدگی خصمانه در مردان بیشتر از زنان است، اما در جنسیت زدگی دلسوزانه اینطور نیست.
روان‌شناسانِ فمینیست نگاهی بسیار منفی به جنسیت‌زدگیِ دلسوزانه دارند؛ مثلاً وقتی مردی زنی را غرق در عواطف می‌کند یا به او می‌گوید که نمی‌تواند بدون او زندگی کند، این رفتار را جنسیت‌زده می‌دانند. آنها معتقدند که این اعمال برای حفظ و دوامِ اجتماعی است که زنان در آن جنسِ آسیب‌پذیر باشند و در آن بی‌عدالتی و نابرابری برقرار باشد.

## نمونه‌ها
عدالت و مقررات قانونی
در چندین کشور از سازمان همکاری اسلامی (OIC) شهادت یک زن از نظر حقوقی نیمی از مرد ارزش دارد این کشورها عبارتند از: الجزایر (در پرونده‌های کیفری)، بحرین (در دادگاه‌های شرعی)، مصر (در دادگاه‌های خانواده)، ایران (در اکثر موارد)، عراق (در بعضی موارد)، اردن (در دادگاه‌های شرع)، کویت (در خانواده)، لیبی (در بعضی موارد)، مراکش (در موارد خانوادگی)، فلسطین (در موارد مربوط به ازدواج، طلاق و حضانت فرزند)، قطر (در امور حقوق خانواده)، سوریه (در دادگاه‌های شریعت)، امارات متحده عربی (در برخی از امور مدنی)، یمن (در بعضی از موارد مانند زنا و قصاص مجاز به شهادت نیست) و عربستان سعودی که چنین قوانینی توسط سازمان دیده‌بان حقوق بشر مورد انتقاد قرار گرفته‌است.
سیستم عدالت کیفری در بسیاری از کشورها نیز به تبعیض علیه زنان متهم شده‌است. در بسیاری از کشورها قانون مشترک، دفاع جزئی به قتل، این است که وقتی شخصی در اثر «تحریک» رفتار یک نفر را به قتل می‌رساند اعمال می‌شود. این دفاع به دلیل استفاده نامتناسب در موارد زنای محصنه، مورد انتقاد جنسیتی قرار گرفته و به نفع مردان است. و دیگر اختلافات خانگی هنگام کشته شدن زنان توسط اعضای خانواده خود در نتیجه این دفاع، تعصب جنسیتی شدیدی را نشان داده و نوعی مشروعیت بخشیدن به خشونت مردان علیه زنان و به حداقل رساندن آسیب ناشی از خشونت علیه زنان است که در چندین حوزه قضایی لغو یا محدود شده‌است.

### تحصیلات
زنان به‌طور سنتی به آموزش عالی دسترسی محدودتری داشته‌اند. در گذشته هنگامی که زنان در آموزش عالی پذیرفته می‌شدند، آنها را در رشته‌های کمتر علمی تشویق می‌کردند. مطالعه ادبیات انگلیسی در دبیرستان و دانشگاه‌های آمریکایی و بریتانیایی به عنوان زمینه ای مناسب برای «خرد کمتر» زنان تأسیس شد.  
تخصص‌های آموزشی در آموزش عالی نابرابری بین زن و مرد را ایجاد و تداوم می‌بخشد، تبعیض خصوصاً در علوم کامپیوتر و اطلاع‌رسانی وجود دارد، جایی که در ایالات متحده زنان فقط ۲۱٪ از مدرک کارشناسی را دریافت می‌کنند، و در مهندسی، که زنان در سال ۲۰۰۸ فقط ۱۹٪ از آنان ان درجه را دریافت کردند. از هر پنج نفر زن تنها به نفر از آنان دکترای فیزیک در ایالات متحده به آنان اعطا می‌شود و فقط نیمی از این زنان آمریکایی هستند. در کل فقط ۱۴٪ از اساتید فیزیک دو آمریکا زن هستند.
سطح سواد جهانی برای زنان کمتر از مردان است. داده‌های World Factbook نشان می‌دهد که ۷۹٫۷٪ زنان دارای سواد هستند در حالی که ۸۸٫۶٪ مردان دارای سواد هستند در بعضی از نقاط جهان، دختران همچنان از آموزش مناسب دولتی یا خصوصی محروم هستند. در مناطقی از جهان همچون افغانستان، دخترانی که به مدرسه می‌روند با خشونت جدی برخی از اعضای جامعه محلی و گروه‌های مذهبی روبرو می‌شوند. طبق برآوردهای سال ۲۰۱۰ سازمان ملل، فقط افغانستان، پاکستان و یمن کمتر از ۹۰ دختر در مقابل ۱۰۰ پسر در مدرسه داشته‌اند.

### سربازی اجباری
سربازی اجباری یا نظام وظیفه عمومی یکی از مواردی است که در آن تبعیض جنسیتی مشهود است. تا قبل از قرن بیستم، فقط مردان مشمول قانون سربازی می‌شدند و بسیاری کشورها هنوز هم به همان روند سربازگیری را فقط از بین مردان انجام می‌دهند.
دیوید بناتار فیلسوف، در کتاب خود به عنوان «جنسیت‌زدگی دوم: تبعیض در برابر مردان و پسران» که در سال ۲۰۱۲ نوشته شده، اظهار می‌دارد: «فرض غالب است که در جایی که لازم است سربازگیری شود، فقط مردان هستند که باید وارد سربازی شوند و به همین ترتیب فقط مردان باید مجبور به جنگ شوند». به اعتقاد وی، این یک فرض جنسیت‌زده‌است. به اعتقاد انسان‌شناس آیز گول آلتینای، «هیچ تبعیضی به اندازه سربازی اجباری، به‌طور رادیکال بین زن و مرد تفاوت قائل نمی‌شود».
در حال حاضر فقط ۹ کشور از بین زنان نیز سربازگیری می‌کنند: چین، اریتره، اسرائیل، لیبی، مالزی، کره شمالی، نروژ، پرو و تایوان کشورهای دیگری چون ترکیه، فنلاند و سنگاپور، فقط مردان را مجبور به گذراندن سربازی می‌کنند و زنان هم می‌توانند به اختیار خود این دوره را بگذرانند. در سال ۲۰۱۴، نروژ اولین کشوری بود که به منظور گامی در جهت برابری جنسیتی، زنان را نیز مشمول قانون سربازی اجباری کرد.